# Kurt Löwenstein

Kurt Löwenstein (vor 1926)

Kurt Löwenstein (auch Kurt Kerlöw-Löwenstein, Pseudonym Curt Falk; * 18. Mai 1885 in Bleckede an der Elbe; † 8. Mai 1939 in Paris) war ein deutscher USPD- und SPD-Politiker.

## Ausbildung
Löwenstein war ein Sohn des Bleckeder Kaufmanns Bernhard Löwenstein. Nach dem Besuch der „David Meyer’schen Stiftschule“ in Hannover studierte er zwischen 1904 und 1907 Theologie und Philosophie in Halberstadt. Anschließend trat er dann in das orthodoxe Rabbinerseminar in Berlin ein, brach die Ausbildung dort aber aus religiösen Zweifeln ab. In Berlin hörte Löwenstein auch philosophische und pädagogische Vorlesungen an der Friedrich-Wilhelm-Universität. Weitere Stationen seines Studiums waren Erlangen und Hannover. 1910 promovierte Löwenstein mit der Arbeit J. M. Guyaus pädagogische Anschauungen.

## Familie
Kurt Löwenstein war seit 1911 mit der Chemikerin Mara Kerwel (1891–1962) verheiratet, die viele politische Aktivitäten ihres Mannes aktiv begleitete. 1930 wurde sie mit der Dissertation Über eine neue Reihe substituierter Chromenyl-Radikale promoviert. Aus dieser Ehe ging der Sohn Dyno Löwenstein (1914–1996) hervor, der 1933 an der Karl-Marx-Schule (Berlin-Neukölln) sein Abitur ablegte. Er beteiligte sich in der Emigration an der illegalen Arbeit seiner Eltern und war später ein führender Kopf der Operation Greenup.

## Politischer Werdegang

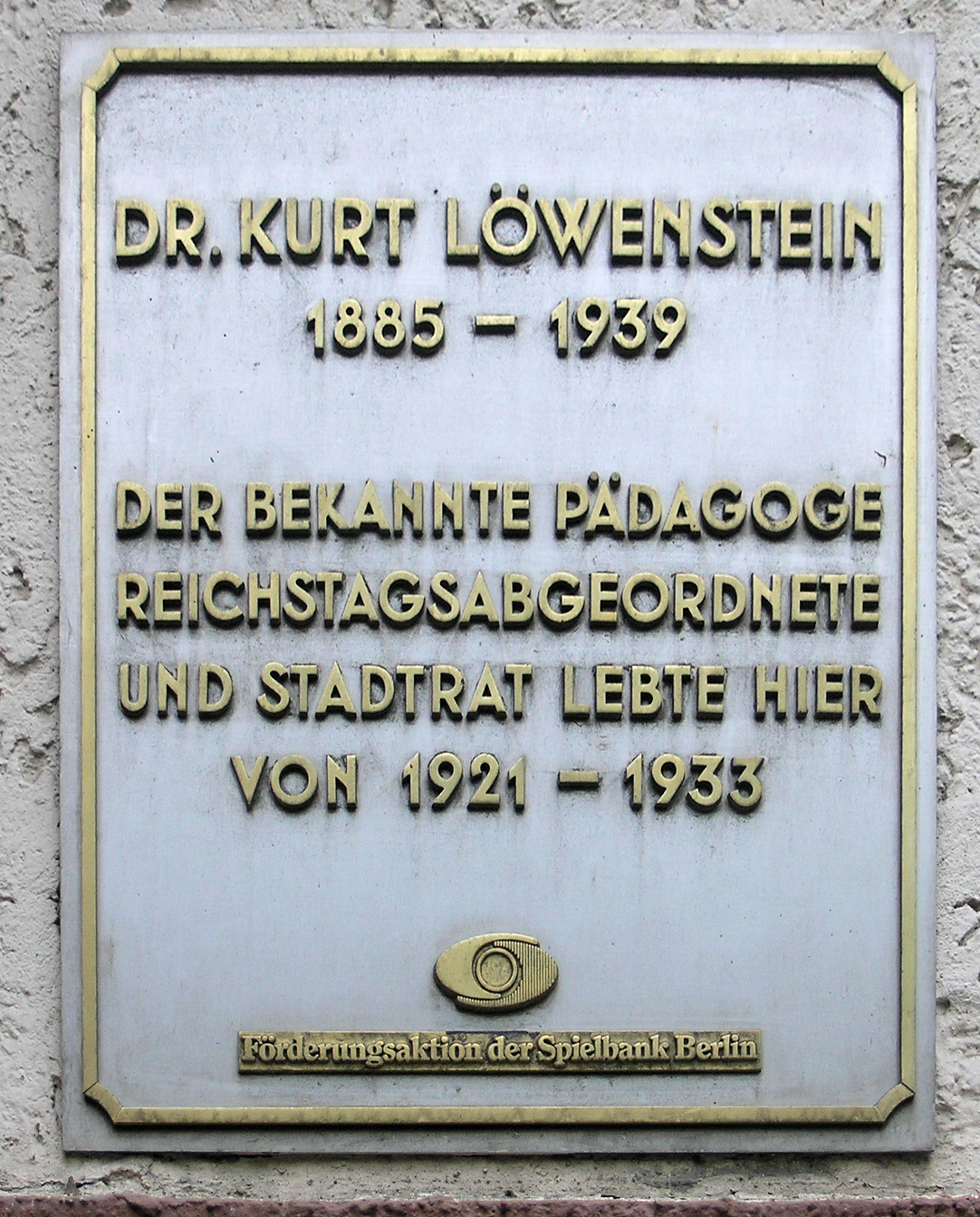
Gedenktafel am Haus Geygerstraße 3, in Berlin-Neukölln

Als Kriegsgegner meldete Löwenstein sich 1914 zum Roten Kreuz, das ihn bis 1918 in Kriegslazaretten einsetzte. Während der Novemberrevolution wurde er Mitglied eines Soldatenrates. Außerdem trat er zu dieser Zeit in die Unabhängige Sozialdemokratische Partei Deutschlands (USPD) ein. Während dieser Zeit beteiligte er sich an der Ausarbeitung des Organisationsstatuts der USPD Berlin-Brandenburg und des Schul- und Bildungsprogramms seiner Partei.
Seit März 1919 war Kurt Löwenstein Stadt- und Bezirksverordneter von Charlottenburg und ab 1920 Stadtverordneter von Groß-Berlin. Bei der Reichstagswahl vom Juni 1920 wurde Löwenstein in den Reichstag gewählt, dem er zunächst bis 1922 als Abgeordneter für die USPD angehörte. Zu dieser Zeit kehrte er in die SPD zurück. Für diese saß er weiterhin im Reichstag, dem er ohne Unterbrechung bis zum April 1933 als Abgeordneter angehörte. Er schied aus dem Parlament bereits zwei Monate früher aus als die meisten übrigen SPD-Abgeordneten, sein Mandat wurde daher für diese verbleibenden Monate von Fritz Schröder weitergeführt. Im Parlament der Weimarer Republik widmete Löwenstein sich vor allem der Bildungspolitik.
1920 wurde Löwenstein von der USPD/SPD-Mehrheit der Stadtverordnetenversammlung Groß-Berlins als Oberstadtschulrat zum Leiter des städtischen Bildungswesen berufen. Aufgrund des Drucks klerikaler und konservativer Kreise aber vom Oberpräsidenten Adolf Maier (DDP) in seinem Amt nicht bestätigt. Löwenstein war von 1921 bis 1933 Stadtrat für Volksbildungswesen in Berlin-Neukölln. Wesentliche soziale Maßnahmen wie beispielsweise einkommensabhängige Schulgelder und Ausweitung der Schulspeisung konnten in dieser Zeit von ihm und seinen Mitarbeitern durchgesetzt werden.
Löwenstein war einer der wichtigsten Unterstützer des Schulreformers Fritz Karsen, der zeitgleich zu Löwensteins Amtsantritt 1921 Direktor des Neuköllner Kaiser-Friedrich-Realgymnasiums geworden war. Beide setzten sich für die Umwandlung des Kaiser-Friedrich-Realgymnasiums in eine Einheitsschule ein und für die Einrichtung von Arbeiter-Abiturienten-Kursen. Resultat dieser Zusammenarbeit war die Umwandlung des Kaiser-Friedrich-Realgymnasiums in die erste integrierte Gesamtschule Deutschlands, die seit 1930 den Namen Karl-Marx-Schule trug. Löwenstein war auch der politische Wegbereiter eines für die Karl-Marx-Schule gemeinsam von Fritz Karsen und dem Architekten Bruno Taut geplanten neuen Schulzentrums für bis zu 3000 Schülerinnen und Schülern, der Schule am Dammweg. Aufgrund politischen Widerstands konservativer Kräfte, der Weltwirtschaftskrise und der nationalsozialistischen Machtergreifung konnte das Vorhaben, abgesehen von einem 1998–2001 restaurierten Pavillon, nicht mehr realisiert werden.
Von 1922 bis 1934 war Löwenstein Vizepräsident der Sozialistischen Erziehungs-Internationale und von August 1924 bis 1933 Vorsitzender der Reichsarbeitsgemeinschaft der Kinderfreunde. Gleichzeitig war er Vorsitzender der Arbeitsgemeinschaft sozialdemokratischer Lehrer und Lehrerinnen Deutschlands, Mitglied des Vorstandes des Sozialistischen Kulturbundes und des Reichsausschusses für sozialistische Bildungsarbeit.

## Exil
Nachdem Löwenstein 1933 unter drastischen Repressalien der SA zu leiden hatte, bei der auch seine Wohnung am 27. Februar 1933 völlig verwüstet wurde, verließ er Berlin und ging erst nach Sachsen, später nach Prag und schließlich nach Draveil bei Paris. Im Pariser Exil arbeitete er mit im Lutetia-Kreis, bekannt auch als „Volksfront-Ausschuß“. Dort war Löwenstein weiterhin tätig für die Sozialistische Erziehungs-Internationale, für die er zusammen mit seiner Frau Mara und seinem Sohn Dyno den S.E.I.-Dienst herausgab. Löwenstein war Mitorganisator der internationalen Falkenrepubliken und ab 1934 im Vorstand der französischen Kinderfreundebewegung aktiv. Gleichzeitig arbeitete er auch in den Vorständen der Arbeiterwohlfahrt Paris, des Verbands deutscher Lehreremigranten, des Vorstands der Zentralvereinigung der deutschen Emigration und im Arbeitsausschuss der Deutschen Opferhilfe in Paris.
1937 wurde der Familie Löwenstein die deutsche Staatsangehörigkeit aberkannt. Am 8. Mai 1939 erlag Kurt Löwenstein einem Herzinfarkt. Er wurde am 13. Mai 1939 auf dem Friedhof Père-Lachaise (Division 87, 2. UG, 24719) in Paris beigesetzt. Mara Löwenstein und Sohn Dyno konnten im März 1941 mit Unterstützung von Varian Fry auf dem Schiff Capitaine Paul Lemerle in die USA emigrieren. Mara Löwenstein arbeitete von 1954 bis 1964 als Chemikerin in New York; ihr Sohn, der studierter Statistiker war, gründete nach seiner Militärzeit ein eigenes Unternehmen und wurde Mitglied der Democratic Party.

## Zitat
„Nicht der gewordene Mensch, nicht der gegenwärtige Mensch, sondern der werdende Mensch ist der Inhalt all unseres Bildungs- und Erziehungsstrebens. Das Kind wächst nicht nur für sich und aus sich heraus, in dem Kind wächst die Gesellschaft“

## Ehrungen
- Jugendbildungsstätte Kurt Löwenstein der Sozialistischen Jugend Deutschlands – Die Falken in Werneuchen-Hirschfelde
- In Löwensteins Heimatstadt Bleckede an der Elbe trägt die Förderschule seinen Namen.
- Die Herberge der Falken in Schwangau ist als „Kurt-Löwenstein-Haus“ nach ihm benannt.
- Der Neuköllner Kreisverband der Falken nennt sich in seinem Gedenken „Kreisverband Kurt Löwenstein“.
- Im Norden Neuköllns trug eine Hauptschule den Namen „Kurt-Löwenstein-Oberschule“; diese wurde im Zuge der Fusionierung der Haupt- und Realschulen in Berlin 2010 mit der dann namengebenden Röntgen Realschule zur integrierten Röntgen Sekundarschule (iRSS) zusammengelegt. Seit dem 80. Todestag des Reformpädagogen erinnert eine Dauerausstellung im Aufgang zur Aula der Schule an Leben, Werk und Wirken Löwensteins. Der Förderverein der Schule (ein anerkannter freier Träger der Jugendhilfe) weiß sich dem Gedankengut Löwensteins verbunden und führt weiterhin den Namen des Schulpolitikers. Zudem trägt eine Dependance der Volkshochschule von Berlin-Neukölln seinen Namen.
- Ebenfalls in Neukölln, Karlsgartenstr. 6, trägt das Haus der Volkshochschule den Namen Kurt-Löwenstein-Haus.
- Im Nürnberger Stadtteil Langwasser ist im sog. Pädagogenviertel eine Straße nach ihm benannt.

## Schriften (Auswahl)
- Kurt Kerlöw-Löwenstein: Kriegsecho. Lichtblicke und Schatten. In: Ethische Kultur. 1914, S. 146–147 (Digitalisat).
- Kurt Kerlöw-Löwenstein: Sozialistische Schul- und Erziehungsfragen. Verlagsgenossenschaft Freiheit, Berlin 1919 (2. Veränderte Aufl. 1922).
- Kurt Kerlöw-Löwenstein: Der Elternbeirat. Richtlinien für seine Tätigkeit. Verlagsgenossenschaft Freiheit, Berlin 1920.
- Das Kind als Träger der werdenden Gesellschaft. Jungbrunnen, Wien 1924 (2. verbesserte Aufl. 1928).
- Die Aufgaben der Kinderfreunde Referat auf der 1. Reichskonferenz der Kinderfreunde am 2./3. August 1924. J. H. W. Dietz Nachf., Berlin 1924.
- Rudolf Schröter, Kurt Löwenstein: Referenten-Material für die Elternratswahlen. Vorwärts Buchdruckerei und Verlagsanstalt, Berlin 1925.
- Zum Kampfe um das Reichsschulgesetz zu Artikel 146 der Reichsverfassung. ; Laub'sche Verlagsbuchhandlung, Berlin 1925 (Digitalisat).
- Marie Juchacz, Kurt Löwenstein: Hilfsmaßnahmen bei Arbeitskämpfen. In: Arbeiterwohlfahrt. 3(1928), Heft 24, S. 763 (Digitalisat).
- Die Aufgaben der Kinderfreundebewegung. In: Sozialistische Monatshefte. 35(1929), Heft 12, S. 1116–1120 (Digitalisat).
- Die Kinderrepubliken und ihre Kritiker. In: Arbeiterwohlfahrt. 4(1929), Heft 19, S. 592–596 (Digitalisat).
- Sozialistische Erziehung als gesellschaftliche Forderung der Gegenwart. Referat gehalten auf der Erziehungstagung in Braunschweig am 12. Oktober 1930. Freier Schulverlag, Berlin 1930.
- Freie Bahn den Kinderfreunden. Reichsarbeitsgemeinschaft der Kinderfreunde Deutschlands, Berlin 1931.
- Sozialdemokratie und Schule. Für Vorträge und Kurse zusammengestellt. Hrsg. vom Reichsausschuß für sozialistische Bildungsarbeit. Berlin 1931 (Digitalisat).
- Sozialistische Erziehung als Forderung und Tat. J.H.W. Dietz Nachf., Berlin 1932.
- Laßt uns Kameraden sein! Eine Jugendweihegabe, dargeboten von Max Sievers, Trude Wiechert, Anna Siemsen, Kurt Löwenstein; Julius Schaxel u. a. Urania Freidenker Verlag, Jena 1933.
- Curt Falk: Karl Marx. Erzählt für unsere Jugend. Nordböhmische Druck- und Verlags-Anstalt, Bodenbach a. d. Elbe 1935.
- Land der Jugend. Das Buch der Kinder-Rundschau. Verlag Jüdische Rundschau, Berlin 1936.
- Schule und Erziehung. Bollwerk-Verlag, Offenbach / Main 1947 (= Schule und Erziehung).
- Kurt Löwenstein. Sozialismus und Erziehung. Eine Auswahl aus den Schriften 1919–1933. Neu hrsg. von Ferdinand Brandecker und Hildegard Feidel-Mertz. J. H. W. Dietz Nachf., Berlin/Bonn–Bad Godesberg 1976, ISBN 3-8012-1091-X